# Haplotropis neimongolensis
Haplotropis neimongolensis är en insektsart som beskrevs av Yin, X.-c. 1982. Haplotropis neimongolensis ingår i släktet Haplotropis och familjen Pamphagidae. Inga underarter finns listade i Catalogue of Life.